# Кемени, Джон Джордж
Джон Джордж Ке́мени (венг. Kemény János György, англ. John George Kemeny; 31 мая 1926, Будапешт — 26 декабря 1992, Нью-Гэмпшир, США) — американский математик и специалист по информатике венгерского происхождения. Вместе с Томасом Курцем разработал язык Бейсик (1964). В 1970 году был избран 13-м президентом Дартмутского колледжа (одного из старейших и авторитетнейших университетов США) и занимал эту должность 11 лет. В этом колледже он впервые начал систематическое применение компьютеров в учебном процессе.

## Биография

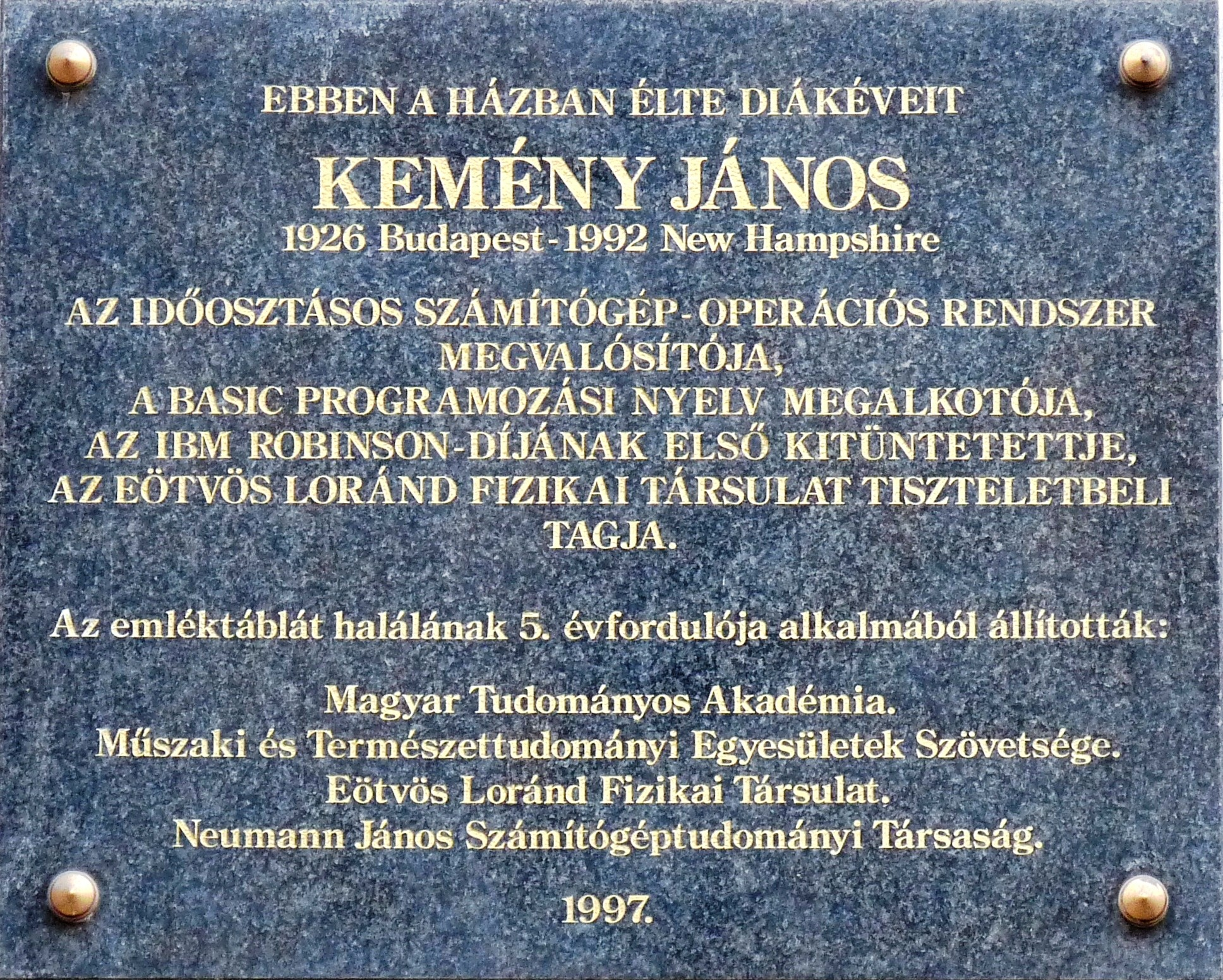
Памятная доска на доме Джона Кемени.

Джон Кемени родился в семье венгерских евреев. В школе сидел за одной партой с будущим известным физиком Нандором Балажем. После начала войны семья эмигрировала в Нью-Йорк в январе 1940 года, опасаясь растущей зависимости хортистского режима от гитлеровской Германии; родственники, оставшиеся в Венгрии, погибли в концлагерях.
Окончив с отличием среднюю школу, Джон поступил в Принстонский университет (1943), где изучал математику и философию. Одарённого студента привлекли к Манхэттенскому проекту, где он работал под руководством Ричарда Фейнмана. Там он познакомился с Джоном фон Нейманом.
В 1947 году Кемени получил степень бакалавра и начал работу над докторской в области оснований математики, которую защитил два года спустя. Его научным руководителем был Алонзо Чёрч. Одновременно Кемени сотрудничал с проживавшим в Принстоне Эйнштейном в качестве консультанта по математическим вопросам. В 1949 году получил степень доктора философии.
В 1951 году женился. У него родились двое детей.
С 1953 года Кемени преподаёт на факультете математики престижного Дартмутского колледжа. С 1955 по 1967 годы он руководитель этого факультета, а в 1970 году становится (не оставляя преподавательскую работу) президентом Дартмутского колледжа. В этот период его привлекает идеи автоматизации программирования и применения компьютеров в обучении. Совместно с Томасом Курцем он разработал для этого первую версию языка программирования Бейсик (1964), которую внедрил на специально разработанной системе разделения времени для сети мини-ЭВМ LGP-30. Был пионером в продвижении «новой математики» и использовании компьютеров в образовании.
Скончался от болезни сердца в 1992 году.

## Вклад в математику
Опубликовал несколько монографий в области математической логики и дискретной математики. Основной вклад внёс в теорию конечных цепей Маркова. Его именем названа константа Кемени.

## Награды и отличия
- Член Американской академии искусств и наук (1967).
- Премия Нью-Йоркской национальной академии.
- Премия «Пионер компьютерной техники» (1985) за создание BASIC.
- Компьютерная медаль IEEE (1986).
- Премия IBM Льюиса Робинсона (1990).

## Труды в русском переводе
- Дж. Кемени, Дж. Снелл[англ.], Дж. Томпсон. Введение в конечную математику. — Мир, 1965. — 484 с. Архивировано 11 ноября 2014 года.
- Дж. Кемени, Дж. Снелл. Кибернетическое моделирование. Некоторые приложения. — Советское радио, 1972. — 192 с. Архивировано 11 ноября 2014 года.
- Кемени Д. Дж., Снелл Дж. Л. Конечные цепи Маркова. М.: Наука, 1970, 271 с.
- Кемени Д. Дж., Снелл Дж. Л. Счётные цепи Маркова. М.: Наука, 1987, 416 с.